# Cantó de Bilhom
El cantó de Bilhom és un cantó francès del departament del Puèi Domat, situat al districte de Clarmont d'Alvèrnia. Té 10 municipis i el cap és Bilhom.

## Municipis
- Bilhom
- Bongheat
- Bort-l'Étang
- Égliseneuve-près-Billom
- Glaine-Montaigut
- Mauzun
- Montmorin
- Neuville
- Pérignat-sur-Allier
- Saint-Julien-de-Coppel

## Història
| Data d'elecció                           | Identitat          | Partit | Qualitat |
| ---------------------------------------- | ------------------ | ------ | -------- |
| 1961-1967                                | M. Begon           | RI     |          |
| 1967-1992                                | Yves Guillon       | PS     |          |
| 1992-1998                                | Jean-Louis Pradier | UDF    |          |
| 1998-2011                                | Pierre Guillon     | PS     |          |
| 2011-                                    | Jean-Pierre Buche  | PG     |          |
| les dades anteriors no són pas conegudes |                    |        |          |
|                                          |                    |        |          |

## Demografia
| 1962  | 1968  | 1975  | 1982  | 1990  | 1999  | 2007   |
| ----- | ----- | ----- | ----- | ----- | ----- | ------ |
| 6.252 | 6.916 | 7.149 | 7.791 | 8.391 | 9.136 | 10.236 |